# Machimus pilipes
Machimus pilipes är en tvåvingeart som först beskrevs av Johann Wilhelm Meigen 1820.  Machimus pilipes ingår i släktet Machimus och familjen rovflugor. Inga underarter finns listade i Catalogue of Life.